# Tjuoltajauratj
Tjuoltajauratj är en sjö i Gällivare kommun i Lappland och ingår i Luleälvens huvudavrinningsområde. Sjön har en area på 0,047 kvadratkilometer och ligger 413,5 meter över havet. Tjuoltajauratj ligger i Stubba Natura 2000-område.

## Delavrinningsområde
Tjuoltajauratj ingår i det delavrinningsområde (744420-167714) som SMHI kallar för Mynnar i Stora Lulevatten. Medelhöjden är 414 meter över havet och ytan är 21,06 kvadratkilometer. Räknas de 13 avrinningsområdena uppströms in blir den ackumulerade arean 141,08 kvadratkilometer. Vuosmajåkkå som avvattnar avrinningsområdet har biflödesordning 2, vilket innebär att vattnet flödar genom totalt 2 vattendrag innan det når havet efter 220 kilometer. Avrinningsområdet består mestadels av skog (59 procent) och sankmarker (40 procent). Avrinningsområdet har 0,14 kvadratkilometer vattenytor vilket ger det en sjöprocent på 0,7 procent.